# 飞翔女神

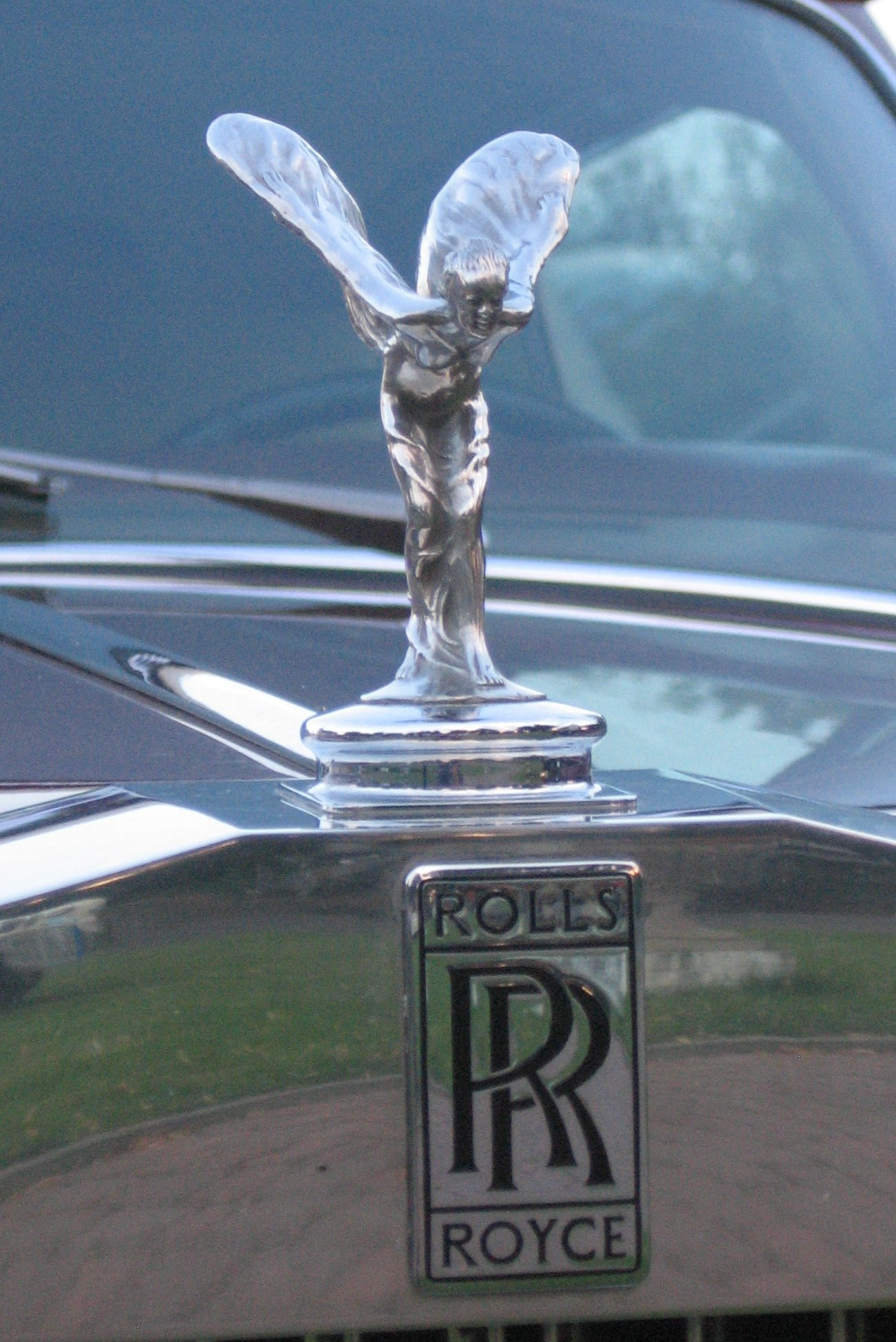
劳斯莱斯滨海大道上的飞翔女神

飞翔女神（英語：Spirit of Ecstasy），是劳斯莱斯汽车（Rolls-Royce cars）上的外部装饰雕塑。雕塑为一个向前倾身的女人，双臂伸展在她身后和上方。滚滚的布料从她的手臂一直延伸到她的背部，如同翅膀一般。

## 历史

### 飞翔女神的前身——私语
第一辆劳斯莱斯汽车没有引擎盖上的吉祥物；它们只有劳斯莱斯的标志。当第二代蒙塔古男爵约翰委托他的朋友、在伦敦为一个贵族工作的雕塑家查尔斯罗宾逊赛克斯为他的 1909 年劳斯莱斯银鬼的引擎盖上雕刻一个个人吉祥物时，赛克斯选择了埃莉诺·贝拉斯科·桑顿作为模型。赛克斯的最初设计中，雕像是一尊披着长袍的女人将手指放在嘴唇上，象征着蒙塔古与桑顿之间不能说的秘密情史。 该小雕像因此被命名为私语 ，并与其他飞翔女神小雕像一起在博利厄国家汽车博物馆展出。
他们只雕刻了三四个作品，据信最终只有两个保存下来。

### 现代装饰品
飞翔女神由毕业于伦敦皇家艺术学院的赛克斯设计，这承载着 1905 年后博利厄的第二任蒙塔古男爵蒙塔古之间的秘密激情故事，蒙塔古是汽车运动的先驱，1902 年《汽车画报》杂志的编辑，以及会徽埃莉诺·贝拉斯科·桑顿的原型。
埃莉诺（又名索恩）是约翰·沃尔特的秘书，1902 年，当埃莉诺为约翰在上述汽车杂志上工作时，约翰就爱上了她。十多年来，他们的秘密爱情一直隐藏在他们的朋友圈中。保密是因为埃莉诺贫穷的社会经济地位阻碍了他们的爱情。另一方面，蒙塔古自 1889 年以来一直与塞西尔·维多利亚·康斯坦斯·克尔夫人有婚姻关系。

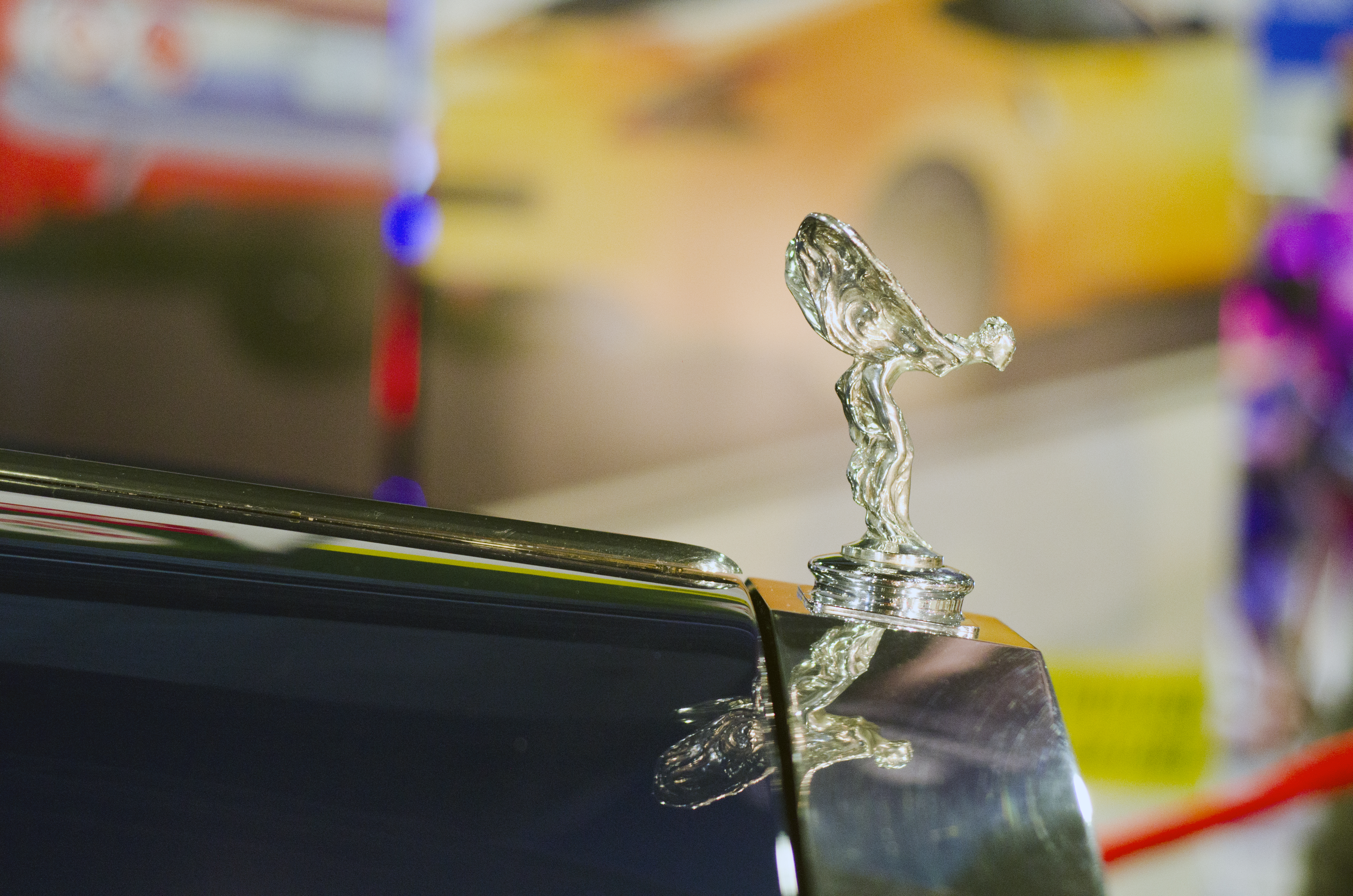
飞翔女神（1972 劳斯莱斯银影）的侧视图

在 1910 年，个人吉祥物已成为当时的潮流。劳斯莱斯担忧地注意到，一些车主在他们的汽车上安装了“不合适”的装饰品。劳斯莱斯汽车公司时任董事总经理克劳德约翰逊被委托制作一个更加端庄优雅的吉祥物。
他邀请赛克斯制作了一个吉祥物，该吉祥物将装饰所有未来的劳斯莱斯汽车并成为该品牌的通用标志，其应传达“劳斯莱斯的精神，即低调的速度，对巨大能量的神秘驾驭和高超优雅的美丽生物体。” 
赛克斯从克劳德约翰逊那里得到的介绍是为了唤起神话般的美的精神，尼刻，其优雅的形象在卢浮宫受到赞赏，但赛克斯并没有留下深刻的印象。他觉得更女性化的表现可能更合适。
他又想到了桑顿小姐。 赛克斯选择将私语修改成类似于今天的飞翔女神的版本。他称这第一个模型为速度女神。   后来，查尔斯·赛克斯称其为“优雅的小女神，狂喜之灵，她选择公路旅行为最大的乐趣，登上劳斯莱斯汽车的车头，陶醉在清新的空气和音乐声中她飘动的窗帘。”
克劳德·约翰逊提供了对飞翔女神的描述，他描述了赛克斯如何试图传达“飞翔女神，她选择公路旅行作为她至高无上的乐趣……她正在表达她的享受，她张开双臂，目光注视着远方。”
罗伊斯在飞翔女神试用期间提出了质疑。他不相信这个小雕像会增强汽车的性能，还声称它会影响驾驶员的视线，并且很少有人看到他驾驶着劳斯莱斯的一辆装饰有吉祥物的汽车。
1911 年 2 月，赛克斯向劳斯莱斯展示飞翔女神，这很容易被认为是私语系列的变形。这样的相似度并非巧合，因为两人的原型都是桑顿小姐。雕塑家的签名出现在底座上，签名为“查尔斯·赛克斯，1911 年 2 月”或“2 月 6 日，1911年”或“6.2.11”。劳斯莱斯在 1948 年接管了这些人物的铸造后，每个飞翔女神仍然还会有这样的雕塑家签名，在 1951 年时停用。
飞翔女神也由英国Louis Lejeune有限公司制造多年。
埃莉诺于 1915 年 12 月 30 日去世，当时SS 波斯在克里特岛以南被一艘U 型潜艇使用鱼雷击中。她一直陪伴蒙塔古勋爵，蒙塔古勋爵被指示在印度担任指挥。人们最初认为他也去世了，但实际上他幸存下来并在救生筏漂流几天后获救。

## 改动
莱斯将飞翔女神正式列为可选配件，但实际上它在那年后几乎安装在所有劳斯莱斯汽车上，并在 1920 年代初成为标准配件。在1911年至1914年其他，飞翔女神表面由银镀成，此后，为防止盗窃，飞翔女神开始使用镍或铬合金。唯一不同的是飞翔女神在巴黎参加了 1920 年最佳吉祥物的比赛，其中镀金版本获得了第一名。镀金版本随后需要额外付费。吉祥物的设计在其生命周期中经历了 11 次主要变化。车身高度的降低迫使吉祥物尺寸随之缩小。因此，原始设计被多次修改。 

### 跪地版本（在 1934-1939 和 1946-1956 年间使用）

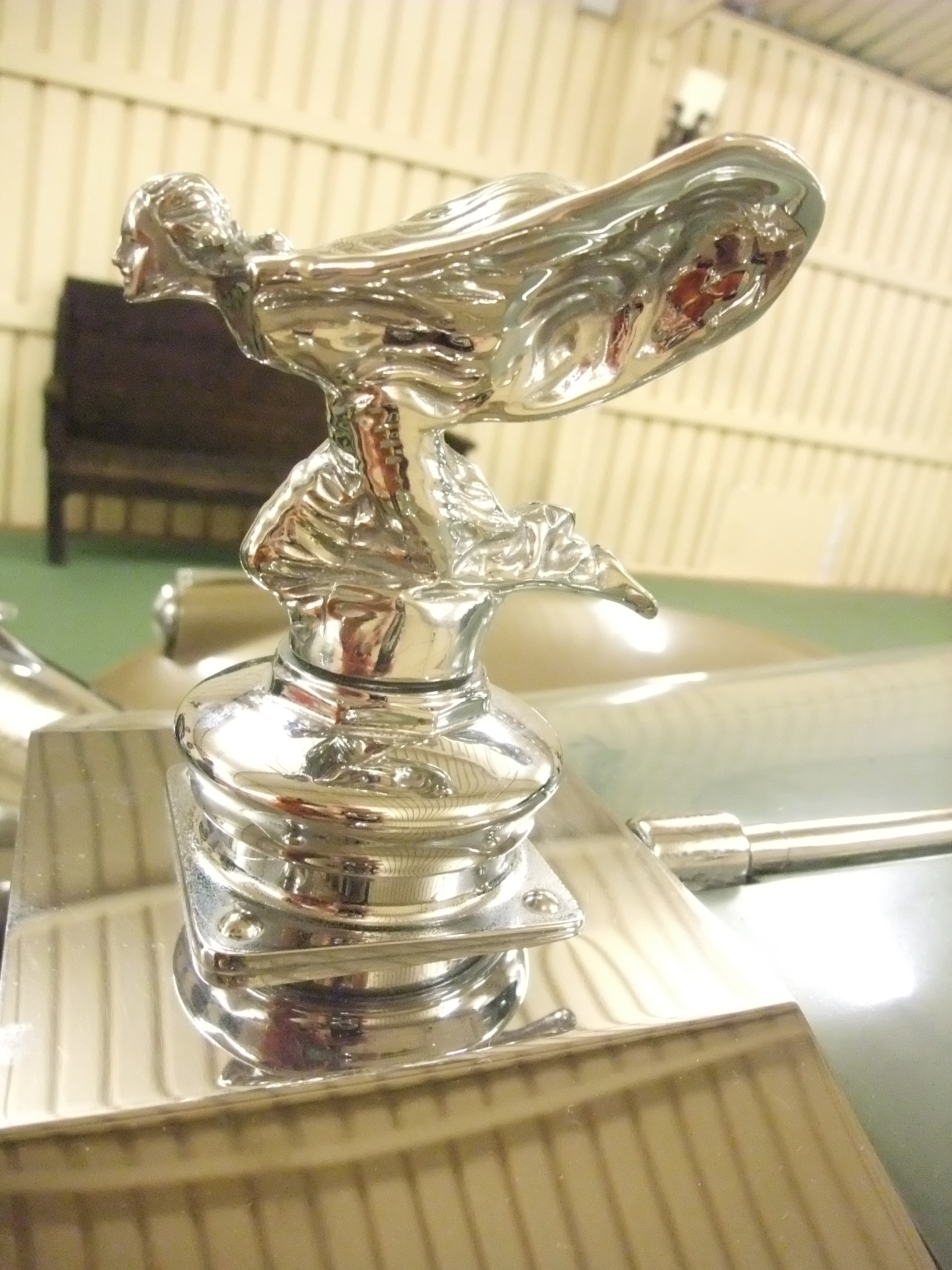
跪在幻影 IV引擎盖上的飞翔女神。

赛克斯在 1930 年代再次受劳斯莱斯委托制作高度较低版本的吉祥物，以此为驾驶员提供更清晰的前方道路视野来满足新运动轿车的需求。
这位跪地版本的飞翔女神的吉祥物于 1934 年 1 月 26 日揭幕，不可否认的是，它不仅是劳斯莱斯的象征，还是埃莉诺的标志。它还在底座上刻有铭文“C. Sykes, 26.1.34”，这是第一件作品完成的日期。然而，这个版本在银色黎明 、 幻影 IV和银魂模型之后停产，取而代之的是原始站立吉祥物的较小版本，站立版本的吉祥物一直保持至今。最后交付的幻影 IV 和银魂的最后 4 或 5 年都带有这个常设版本。

### 2003 年至今
如今的飞翔女神，从 2003 年的幻影型号开始，高度为 3 英寸 (7.6cm)。为了安全起见，它安装在一个弹簧加载器上，如果从任何方向受到撞击，它会立即缩回到水箱罩中。车内有一个按钮，按下时可以升高或降低标志。她可以由高度抛光的不锈钢、镀 24 克拉镀金的不锈钢或发光的磨砂水晶制成——后两者是可选的附加项目。如今的自由女神还提供售后定制版本，包括涂有哑光黑色油漆或镶嵌钻石的版本。  该公司还提供了一个法贝热彩蛋 。 

## 流行文化
- 在赛日·甘斯布 1971 年的概念专辑纳尔逊旋律史中，飞翔女神在开场曲中占有突出地位。 [8]

- 在贝克“The New Pollution ”的音乐视频中， [9]这位歌手驾驶着一辆劳斯莱丝，飞翔女神突出地表现出来，并转变成一位女演员模仿着穿着滚滚长袍的著名姿势。